# Die Sache mit Schorrsiegel
Die Sache mit Schorrsiegel è un film muto del 1928 diretto da Jaap Speyer.

## Produzione
Il film fu prodotto dalla Terra-Filmkunst.

## Distribuzione
Distribuito dalla Terra-Filmverleih, uscì nelle sale cinematografiche tedesche presentato a Berlino il 7 aprile 1928.